# Rasmus Lyberth
Rasmus Ole Lyberth, né le 21 aout 1951 à Maniitsoq, est un auteur-compositeur-interprète et acteur groenlandais. Depuis 1970, il est l'un des artistes les plus populaires de la scène musicale groenlandaise.

## Biographie
Rasmus Lyberth est né à Maniitsoq, mais a grandi à Nuuk, où à l'âge de 12 ans il commence à apprendre à jouer de la guitare. Il est le fils du professeur et écrivain Erik Lyberth et d'Emma Lyberth. En 1969, il commence à jouer à Copenhague. En 1974, il enregistre son premier album, Erningaa.
Erningaa été un succès et a été suivi par son deuxième album, Piumassuseq nukiuvoq. Il a également donné de nombreux concerts non seulement au Danemark et au Groenland, mais aussi dans de nombreux pays d'Europe et d'Amérique du Nord. Il a collaboré avec d'autres musiciens, dont Christian Alvad et Lars Lilholt Band.
En 1979, il a participé au Dansk Melodi Grand Prix et a terminé 11e sur 17 participants.

## Discographie
- 1974 : Erningaa
- 1978 : Piumassuseq nukiuvoq
- 1989 : Ajorpianng
- 1989 : Nanivaat
- 1992 : Kisimiinngilatit
- 1994 : Nakuussutigaara
- 1998 : Qaamaneq isinnit isigaara
- 2001 : Inuuneq oqaluttuartaraanngat
- 2006 : Asanaqigavit
- 2014 : Alaatsinaassuseq Aquttoralugo - Nysgerrighed Som Styrmand

## Filmographie
- 1984 : Tukuma
- 1998 : Qaamarngup uummataa
- 2003, 2008 : Nissernes Ø (sérié télévisée)